# 야오역
야오역(일본어: 八尾駅 야오에키[*])은 일본 오사카부 야오시에 위치한 서일본 여객철도의 역이다. 간사이 본선 가와치카타카미역 ~ 가미역 간과 오사카히가시 선 신카미역을 관리하고 있다. 덧붙여서 가와치카타카미역 ~ 가미역 간에 위치한 규호지역은 별도로 오사카히가시 선의 몇몇 역들을 관리하는 관리역이므로, 야오 역의 관리 대상에 속하지는 않는다.

## 역 구조
상대식 승강장으로 2면 2선의 지상역이다. 양 승강장에 개찰구가 있으며 서로 과선교로 연결되어 있다. 예전에는 류가 조차장 (현재의 규호지역 부근에 존재)에서 화물선 용의 노선이 야오 역까지 연장되어있었기 때문에 상행선과 하행선 간에 그 선로가 설치된 흔적으로 양 승강장은 다른 역에 비해 조금 떨어져 있다.
이코카 및 제휴 교통카드의 사용이 가능하다.

### 승강장
| 1 | ■ 야마토지 선 | 오지 · 나라 · 다카다 방면      |
| 2 | ■ 야마토지 선 | 덴노지 · JR 난바 · 오사카 방면 |

## 역사
- 1889년 5월 14일: 오사카 철도의 역으로서 개업.
- 1900년 6월 6일: 간사이 철도가 초대 오사카 철도의 노선을 양도받았다.
- 1907년 10월 1일: 간사이 철도역의 국유화에 따라 일본국유철도의 소속이 되었다.
- 1909년 10월 12일: 선로 명칭 제정에 따라 간사이 본선의 소속이 되었다.
- 1987년 4월 1일: 민영화에 따라 서일본 여객철도의 소속이 되었다.
- 2003년 11월 1일: 이코카의 사용이 개시되었다.
- 2008년 3월 15일: 오사카히가시 선 개업에 맞춰 하나텐역과 야오 역 간을 잇는 가타마치 선 화물지선이 폐지되었다.
- 2009년 3월 15일: 간사이 본선 화물 지선 (스기모토마치 역 ~ 야오 역)간이 폐지되었다.

## 인접정차역
| 서일본 여객철도 간사이 본선 | 서일본 여객철도 간사이 본선 | 서일본 여객철도 간사이 본선 |
| --------------------------- | --------------------------- | --------------------------- |
| 시키 가모 방면              | ■ 야마토지 선 보통          | 규호지 오사카 방면          |